# 简-迈克尔·甘比尔
简-迈克尔·查爾斯·甘比爾（英語：Jan-Michael Charles Gambill，1977年6月3日—）是美國前职业网球男子运动员，生于华盛顿州斯波坎，现居夏威夷。1996年轉職業。

## 外部連結
- 简-迈克尔·甘比尔（英文/西班牙文）的官方資料
- 简-迈克尔·甘比尔的國際網球總會 職業／青少年 官方資料（英文）
- 简-迈克尔·甘比尔的官方資料（英文）